# Danemark au Concours Eurovision de la chanson 2010
Le Danemark a participé au Concours Eurovision de la chanson 2010.

## 1ertour
| #  | Interprète(s)              | Chanson               |
| -- | -------------------------- | --------------------- |
| 1  | Bryan Rice                 | Breathing             |
| 2  | Joakim Tranberg            | All about a girl      |
| 3  | MariaMatilde Band          | Panik!                |
| 4  | Simone                     | How Will I Know       |
| 5  | Jens Marni                 | Gloria                |
| 6  | Chanée & Tomas N'evergreen | In a Moment Like This |
| 7  | Kaya Brüel                 | Only Tonight          |
| 8  | Thomas Barsøe              | Just Like Rain        |
| 9  | Sukkerchok                 | Kæmper for kærlighed  |
| 10 | Silas & Kat                | Come Come Run Away    |

## 2dtour

### 1erduel
| Interprète(s)              | Chanson               |
| -------------------------- | --------------------- |
| Simone                     | How will I know       |
| Chanée & Tomas N'evergreen | In a Moment Like This |

### 2dduel
| Interprète(s) | Chanson            |
| ------------- | ------------------ |
| Silas and Kat | Come Come Run Away |
| Bryan Rice    | Breathing          |

### Tour final
| Interprète(s)              | Chanson               |
| -------------------------- | --------------------- |
| Chanée & Tomas N'evergreen | In a Moment Like This |
| Bryan Rice                 | Breathing             |